# Валев, Эмиль Борисович
Эмиль Борисович Ва́лев (22 февраля 1921, Дупница, Болгария — 17 июля 2014, Москва) — советский и российский географ-страновед, специалист по странам Восточной Европы.

## Ранние годы. Война
Эмиль Валев родился в Болгарии в семье учителей. Родители Валева покинули Болгарию после поражения Сентябрьского восстания 1923 г., в котором активно участвовал Борис Валев, и эмигрировали в Югославию, а затем во Францию. В Югославии в 1926—1927 г. в доме Валевых печатались нелегальные политические материалы эмигрантских организаций, а во Франции Б. Валев выпускал газету Болгарской коммунистической федерации «La Fédération balkanique». В 1930 г. семья переехала в СССР. 
В марте 1938 г. Б. Валев в числе других болгарских политических эмигрантов был арестован по сфальсифицированному делу о шпионаже и отправлен на Колыму. Освобожден под личное поручительство Г. Димитрова в мае 1941 г., вернулся в Москву тяжело больным и умер в 1945 г. 
В 1939 г. Эмиль Валев поступил на географический факультет МГУ.
В 1941 г. во время начала Великой Отечественной войны находился на учебной практике в Крыму. Вернувшись с Москву добровольцем вступил в ополчение. В 1941 г. в составе Краснопресненской дивизии участвовал в боях под Вязьмой. Неоднократно попадал в плен и бежал. Демобилизован после контузии в 1943 г.

## Образование
После демобилизации вернулся к обучению на географическом факультете МГУ, закончил в 1946 г. В 1949 г. защитил под руководством И. А. Витвера кандидатскую диссертацию «Болгария. Экономико-географическая характеристика». С 1950 г. ассистент кафедры экономической и политической географии зарубежных стран. В 1981 году защитил докторскую диссертацию «Методы проблемного экономико-географического исследования социалистических стран Европы».

## Научная и педагогическая деятельность
Проработал на географическом факультете 54 года, профессор кафедры экономической географии социалистический стран (позже — географии мирового хозяйства). Занимался изучением географии промышленности мира, в первую очередь топливно-энергетического комплекса.
В 1955 г. Э. Б. Валев был одним из ключевых участников серии экспедиций Института географии АН СССР и Болгарской академии наук по Болгарии, которая завершилась созданием двухтомной «Географии Болгарии» под редакцией И. П. Герасимова и Ж. С. Глыбова. Издание получило Димитровскую премию, а Э. Б. Валев был избран почетным членом Болгарского географического общества.
В 1983 г. Э. Б. Валев руководил группой советских ученых, исследовавших экономику центральных и восточных районов Кубы.

### «План Валева»
В 1961 году Э. Б. Валев возглавил группу научных сотрудников, изучавших особенности развития хозяйства в низовьях Дуная. В 1964 году в Вестнике МГУ была опубликована статья «Проблемы экономического развития придунайских районов Румынии, Болгарии и СССР», вызвавшая скандал в отношениях РНР и СССР. Руководство Румынии посчитало текст подготовкой к превращению страны в экономический придаток СССР. При этом в поздние годы сам Валев настаивал, что статья имела прикладной характер и выражала результаты его анализа хозяйственной деятельности в регионе.

## Сочинения
Автор 15 монографий и учебников.
- Валев Э. Б. Болгария. Экономико-географическое описание. — М.: Географгиз, 1949. — 405 с. — 40 000 экз.
- Валев Э. Б. Экономическая география Болгарии и Албании. — М.: Издательство Московского университета, 1955. — 152 с.
- Экономическая география зарубежных социалистических стран (Европа, Куба) / Алисов Н. В., Валев Э. Б. — М.: Издательство Московского университета, 1984. — 360 с.
- Economic Geography of the Socialist Countries of Europe / Excluding the USSR / / N. V. Alisov, Valev E. B. — Moscow: Progress, 1985. — P. 239.
- Экономическая география зарубежных социалистических стран Азии / Алисов Н. В., Валев Э. Б. — М.: Издательство Московского университета, 1988. — 224 с. — 16 000 экз.

## Семья
- Любомир Борисович Валев (1915—1981) — советский историк-болгарист, брат Э. Б. Валева[1].